# Arthur Le Boudec
Arthur Le Boudec (Lier, 1992) is een Belgisch acteur.

## Biografie
Na enkele tv-gastrollen in Lili en Marleen, De Kotmadam en Twee Straten Verder kreeg hij in 2011 een eerste hoofdrol als whizkid Quinten De Koning in de jeugdreeks Skilz op vtmKzoom. Sinds november 2012 speelt hij in de VTM-soap Familie de rol van Arno Coppens. 
In maart 2015 werd bekendgemaakt dat Le Boudec definitief uit de serie stapte om zich volledig aan zijn studies te wijden. Hij maakte wel af en toe nog een gastoptreden in de soap.
In de zomer van 2012 maakte hij, samen met zijn boezemvriend Felix Peeters, voor het programma Magazinski een avontuurlijke lowbudgetreis van New York naar Los Angeles.  

## Privé
Le Boudec is een neef van Bart Peeters en broer van Camille Le Boudec, die Florke speelde in Lili en Marleen.